# 무르그 카라히
무르그 카라히(우르두어: مرغ کڑاہی) 또는 치킨 카라히(우르두어: چکن کڑاہی 치칸 카라히, 힌디어: कड़ाही चिकन 카라히 치칸)는 파키스탄·북인도의 닭고기 요리이다. "카라히"라 불리는 전통 솥에 조리하며, 난이나 로티 등 납작빵이나 쌀밥과 함께 먹는다.
닭고기 대신 양고기나 염소고기를 사용한 버전은 고슈트 카라히(우르두어: گوشت کڑاہی)라 불린다.

## 같이 보기
- 무르그 마카니
- 파키스탄 요리